# Darlington Railway Athletic FC
Darlington Railway Athletic Football Club är en engelsk fotbollsklubb baserad i Darlington.
Klubben bildades strax efter första världskriget och spelade i Darlington & District League till att börja med. Säsongen 1919–1920 gick man med i Northern League, men då man fann konkurrensen alltför tuff flyttade man tillbaka till Darlington & District League säsongen 1925–1926. Så mycket mer är inte känt om klubbens tidiga år.    
Säsongen 2001–2002 gick man med i Wearside Football League, 2005 vann man ligan och flyttades upp till Northern League Division 2. Säsongen därpå placerade man sig som trea och flyttades upp till Division One.

## Meriter
- Durham amateur cup: 1975
- Wearside Football League: 2005
- Wearside Football League cup: 2003
- Auckland & District League: 2001
- Darlington & District League: 1933, 1964, 1968, 1999
- Darlington & District League cup: 1951, 1968